# Cory Lidle
Cory Lidle, född den 22 mars 1972 i Hollywood i Los Angeles i Kalifornien i USA, död den 11 oktober 2006 i New York i New York i USA, var en amerikansk basebollspelare.
Lidle spelade för sju olika klubbar under sina nio säsonger som pitcher och representerade New York Yankees sin sista säsong. Några dagar efter den sista matchen under säsongen 2006 omkom Lidle tillsammans med sin passagerare i en flygolycka när det lilla sportplan han själv flög kom ur kurs och havererade mot ett bostadshus på Upper East Side på Manhattan i New York. Händelsen fick mycket uppmärksamhet då det var första gången ett flygplan kolliderat med en skyskrapa i New York sedan 11 september-attackerna.